# Hardenbergstraße 10 (Berlin-Charlottenburg)

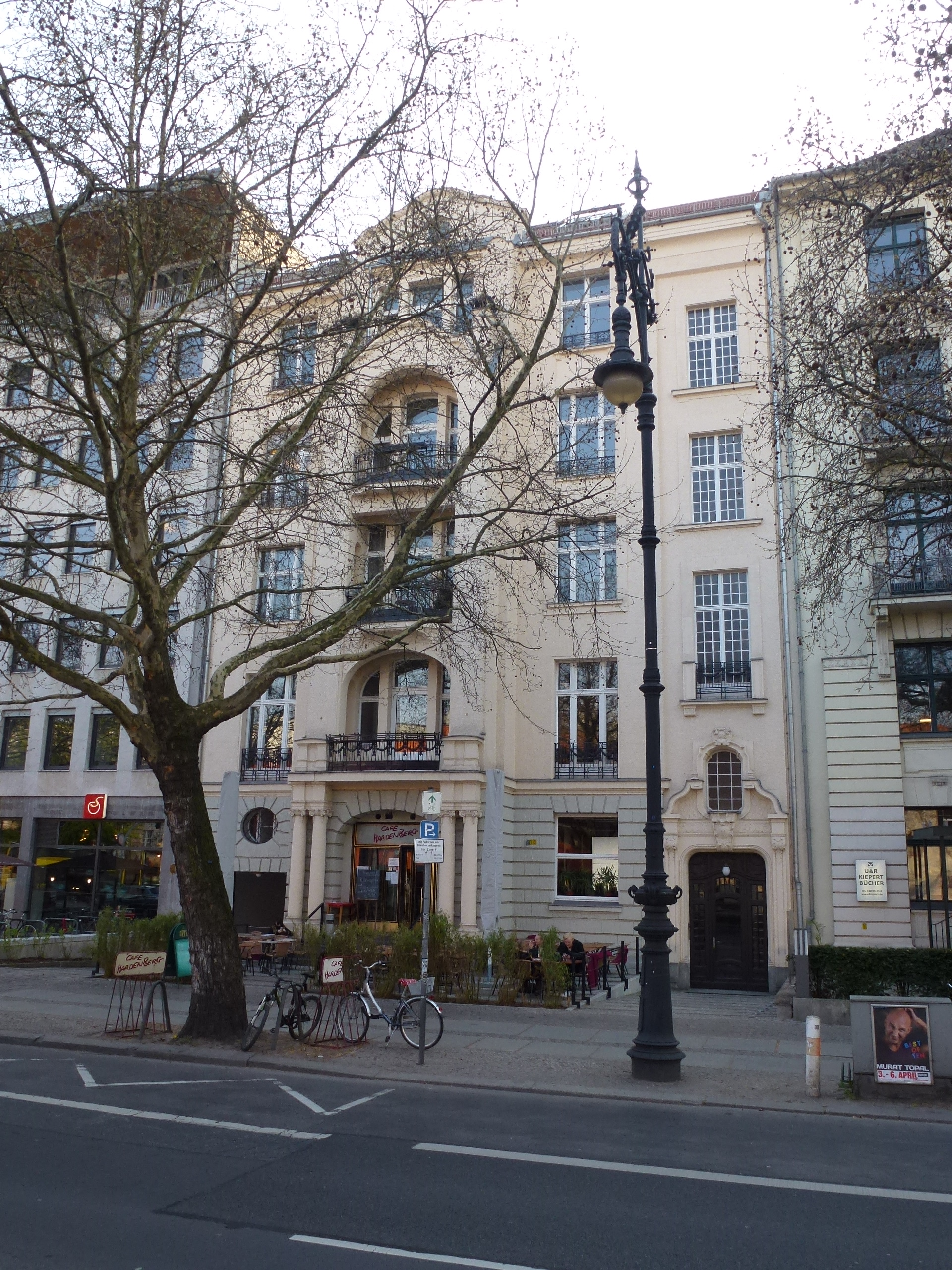
Hardenbergstraße 10 in Berlin-Charlottenburg

Das Gebäude in der Hardenbergstraße 10 ist ein Mietshaus im Berliner Ortsteil Charlottenburg, das unter Denkmalschutz steht.

## Historie des Hauses
Das Haus wurde 1902 bis 1904 als – laut Bauplan – „Haus Sonnenthal“ durch den seinerzeit bekannten Baumeister und Architekten Hugo Sonnenthal erbaut, dessen Architekturbüro Kristeller & Sonnenthal im Berlin der Jahrhundertwende vielbeschäftigt war. Sonnenthal, der zuvor in Dessau wirkte und sein Partner Friedrich Kristeller gelten heute als Ikonen unter den Berliner Jugendstil-Baumeistern. Von ihnen stammen auch die Pläne für das – ebenfalls unter Denkmalschutz stehende – Nachbarhaus Hardenbergstraße 9a. Neben dem Park-Sanatorium Pankow (1899) wurde u. a. auch das Gebäude Handelsstätte Friedrichstadt (1906/1907), am Gendarmenmarkt nach Entwürfen des Architektenduos errichtet. 1997 zog hier am Gendarmenmarkt das Restaurant Lutter & Wegner ein. Bereits im Jahr 1905 wurde das wohl berühmteste Jugendstil-Bauwerk des Architektenduos, das Schumanntheater gegenüber dem Hauptbahnhof in Frankfurt a. M. eröffnet, bis zu seiner Zerstörung 1944 eine der international bedeutendsten Unterhaltungsbühnen für Zirkus, Variété und Operette mit Platz für bis zu 5000 Zuschauer.
Bereits 1906 wurde das Haus in der Hardenbergstraße von seinem Erbauer Sonnenthal an den Rittergutsbesitzer Albert Krempien verkauft. 
Im Reiseführer Berlin für Blinde heißt es über die Nutzung des Erdgeschosses von der Gründerzeit an: „In dieser Zeit waren es die Caféhäuser und Varieté-Theater, die das Bürgertumsbewusstsein und die Entfaltung der individuellen Reflexion widerspiegelten. Bohème und Künstlergruppen fanden ihren Ausdruck in kabarettistischen Darbietungen und Varieté-Theatern. So entstand auch hier ein Kabarett- und Varieté-Theater, exklusiv für die Marine-Obrigkeiten. Bei Kaffee und Cognac wurde der Kunst gelauscht, diskutiert und Politik gemacht. Im Dritten Reich wurden die Räume von den Nationalsozialisten annektiert und als Edelbordell umfunktioniert.“
Am 11. Juli 1938  erwarb dann – laut Grundbuchauszug – der „Reichsfiskus (Heer)“ das Gebäude von einer Erbengemeinschaft, um hier auch das zuvor schon etabliertes Edelbordell für Marine- und Wehrmachtsoffiziere und deren Gäste zu betreiben. Im notariellen Kaufvertrag mussten die Mitglieder der Eigentümergemeinschaft seinerzeit versichern, keine jüdischen Vorfahren zu haben. Ende der 1930er Jahre befanden sich zahlreiche Dienststellen der Wehrmacht und des militärischen Geheimdienstes in unmittelbarer Nachbarschaft (z. B. das Oberkommando der Wehrmacht im ehemaligen Hotel Am Steinplatz). 

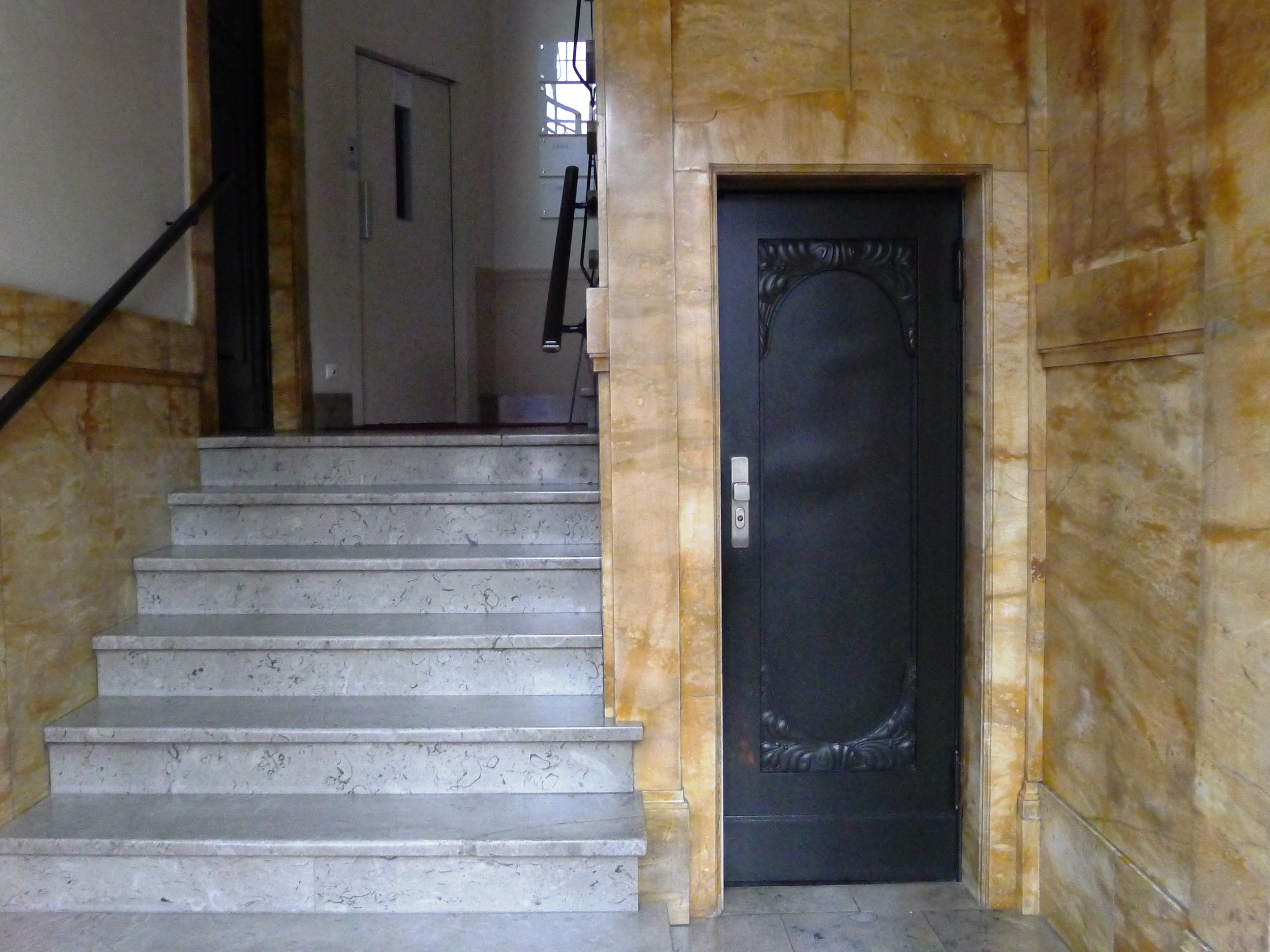
Treppenhaus

Im Zweiten Weltkrieg wurde das Gebäude, insbesondere Seitenflügel und Quergebäude durch Luftangriffe der Alliierten stark beschädigt, Fassade und Treppenhaus blieben allerdings erhalten und stehen heute unter Denkmalschutz. Untersuchungen im Rahmen der Sanierung im Jahr 2007 ergaben, dass sämtliche Balkongitter ursprünglich eine Goldauflage besaßen. Der im Treppenhaus verwendete Marmor stammt aus der Gegend von Siena (Türumfassungen) bzw. Triest (Böden). Die Verwendung edler Baustoffe entsprach dem Selbstverständnis der Zeit, Charlottenburg galt zeitweise – trotz starker sozialer Gegensätze – bis zu seiner Eingemeindung nach Groß-Berlin im Jahr 1920 als Großstadt mit dem höchsten Steueraufkommen pro Kopf in Deutschland.
Nach Kriegsende kam das Haus in den Besitz des Bundes, der es nach Beseitigung der Kriegsschäden seit den 1960er Jahren überwiegend für die Unterbringung von Teilen des Bundesamtes für Bauwesen und Raumordnung nutzte, u. a. war die Abteilung „Kunst am Bau“ hier untergebracht. 
Bereits in den 1950er Jahren etablierte sich im Erdgeschoss mit dem Rauchfang eines der ersten politischen Kabaretttheater nach dem Krieg. Mit Wolfgang Neuss („Der Mann mit der Pauke“), Günter Pfitzmann und Ursula Herking trat im Rauchfang von 1953 an die Crème de la Crème des deutschen Kabaretts auf. Im Wolfgang Neuss Buch von Volker Kühn (Satire Verlag Köln 1981) heißt es: „1953 … Die Zusammenarbeit mit Wolfgang Müller beginnt. Erstes Programm: ‚Zwischen Tür und Angel‘ im ‚Rauchfang‘, Hardenbergstraße. (Eröffnungs-Conference: ‚Na Wolfgang, sag mal was. Wenn de nix sagst, sitzen die Leute dumm rum…‘)“.  Als ein weiteres Programm folgte 1955 „Hängt die Wäsche weg“ mit Wolfgang Müller, Wolfgang Neuss, Edith Hancke und Ralf Wolter. Bekanntester Produzent der politischen Sketche war  Eckart Hachfeld, der ab 1958 auch für die Stachelschweine schrieb, sowie später für die Fernsehkabaretts Hallo Nachbar (1963–1966) und den Scheibenwischer.
In den 1970er Jahren zog im Erdgeschoss das  Café Ziegler ein, dem Anfang der 1980er Jahre das Café Hardenberg als typisches Studentenlokal mit preiswertem Mittagstisch folgte.
Da der bauliche Zustand des Hauses, insbesondere in den oberen Geschossen und im Dach, die weitere Nutzung durch das Bundesamt für Bauwesen nicht zuließ, ohne größere Summen zu investieren, wurde der Verkauf der Immobilie beschlossen. Im Rahmen eines Bieterverfahrens der Bundesanstalt für Immobilienaufgaben setzte sich unter 37 Bietern im September 2007 eine Gemeinschaft privater Investoren durch, die das unter Denkmalschutz stehende Haus nach umfangreicher Sanierung und vollständiger Erneuerung des Dachstuhls mit Einbau einer Solarstromanlage nun als Architekturbüro bzw. Rechtsanwalts- und Notariatskanzlei nutzt bzw. vermietet. Unter Beachtung der Auflagen des Denkmalschutzes wurden 2013 der Vorgarten und die Restaurantterrasse neu gestaltet.